# Generador de vapor
Un  generador de vapor és una màquina o dispositiu d'enginyeria, on l'energia química, es transforma en energia tèrmica. Generalment és utilitzat en les turbines de vapor per a generar vapor, habitualment vapor d'aigua, amb energia suficient com per a accionar la turbina en un cicle de Rankine modificat.
Els generadors de vapor es diferencien de les calderes per ser molt més grans i complicats.

## Parts d'un generador de vapor
- Economitzador
- Sobreescalfador
- Reescalfador
- Preescalfador d'aire regeneratiu
- Llar de foc (caldera)